# St. Leopold (Linz)

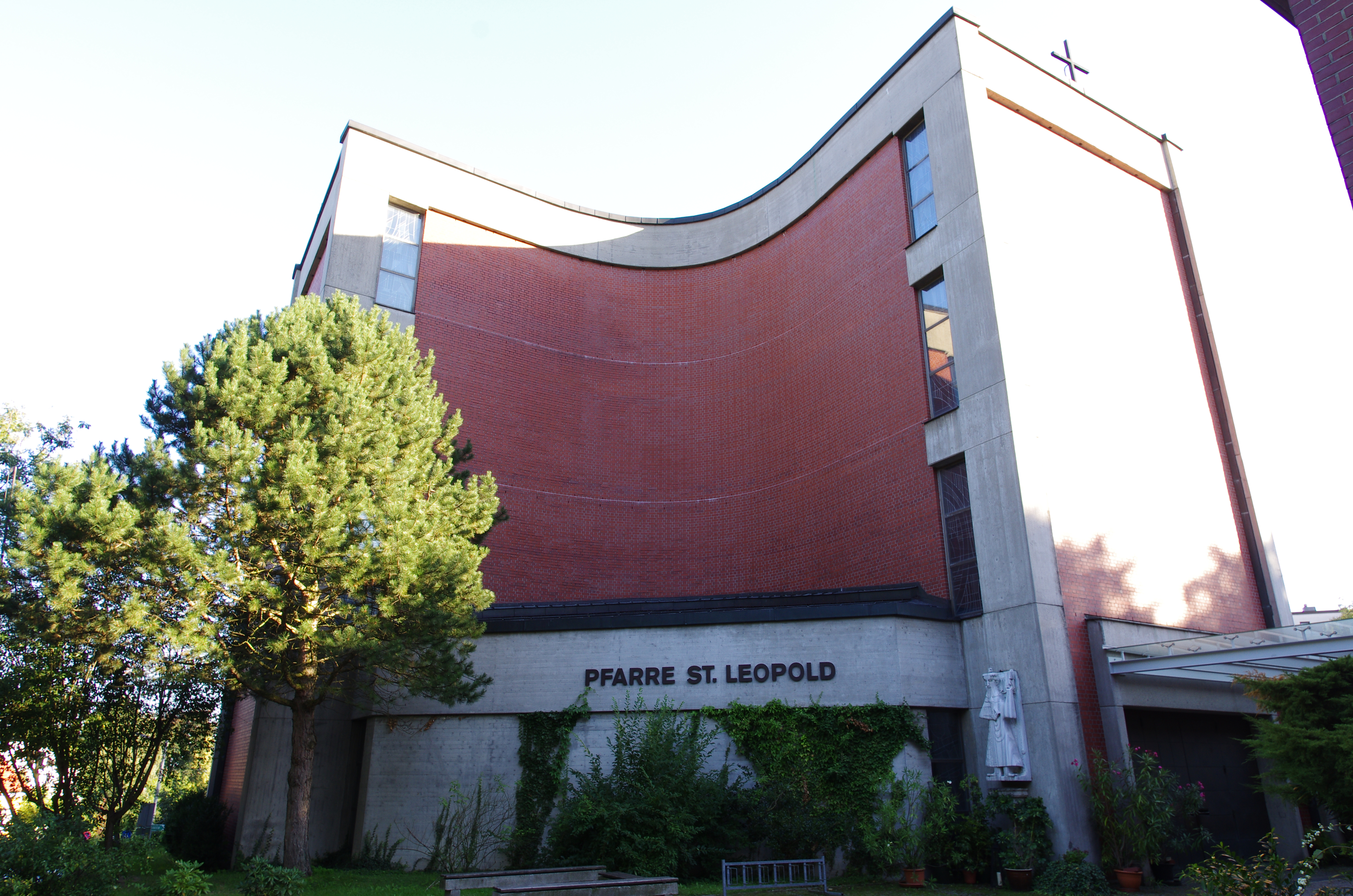
Pfarrkirche Urfahr-St. Leopold

Die römisch-katholische Pfarrkirche Urfahr-St. Leopold steht im Stadtteil Urfahr in Linz. Seit dem 1. Jänner 2023 gehört sie als eine von 8 Pfarrteilgemeinden zur Pfarre Urfahr der Diözese Linz.

## Geschichte
1966 mit der Gründung einer Kooperatorenexpositur wurde von 1969 bis 1971 nach den Plänen des Linzer Dombaumeisters Gottfried Nobl die Leopoldskirche mit der Pfarranlage errichtet. 1972 wurde die Kirche zur Pfarrkirche erhoben. 1986 nach einem Brand erfolgte der Wiederaufbau und 1987 wurde die Kirche ein zweites Mal auf den Babenberger Leopold III. und Landespatron von Oberösterreich geweiht.

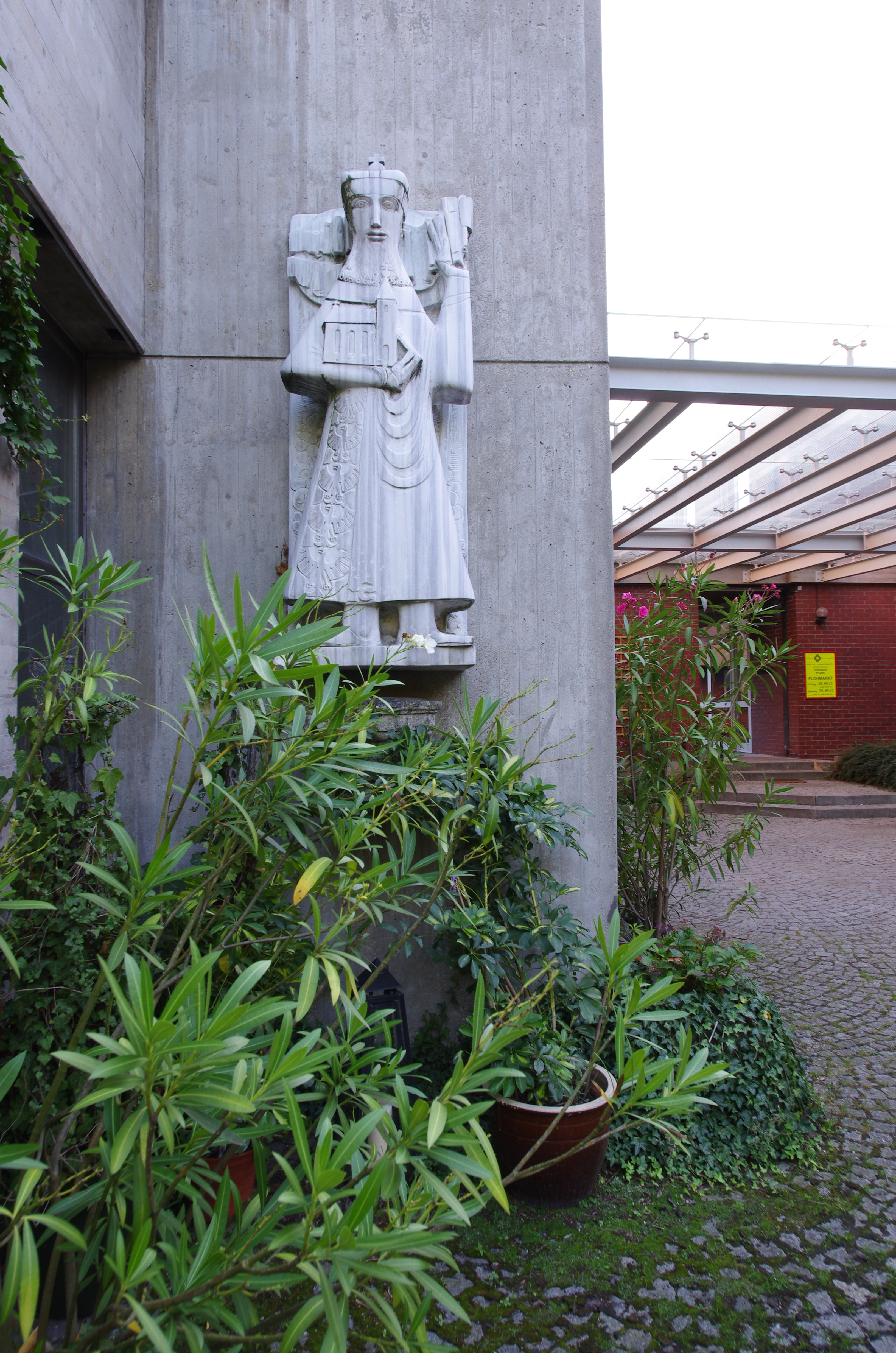
Figur hl. Leopold des Bildhauers Maximilian Stockenhuber

Die monumentale Kirche in der Form eines Kreuzes mit Flachdach hat die inneren Ecken gerundet und etwas eingezogen, womit sich die Kreuzarme nach außen etwas ausweiten. Die Wandflächen wurde in roter Sichtziegelbauweise und mit Sichtbetonbändern an Kanten und Querteilungen ausgeführt. Im Erdgeschoß bilden Nebenräume, wie die Taufkapelle und die Wochentagskapelle, den Grundriss eines Achteckes. 
Ornamentale Glasfenster schuf 1987 der Maler Rudolf Kolbitsch, welche östlich den Kreuzweg darstellen. 
Ein monumentales gemaltes Kruzifix auf einem kreuzförmigen Träger schuf in den 1990er Jahren der Künstler Helmut Michael Berger. In der Taufkapelle ist eine Weihnachtskrippe vom Bildhauer Karl Gruber aus 1987 und ein Kruzifix vom Bildhauer Johann Forstner aus 1987. Hofseitig ist ein Mosaik Begegnung vom Mosaikkünstler K. Lukesch aus 1998.
Ein Kruzifix-Torso aus dem 18. Jahrhundert in der Werktagskapelle ist durch den Brand verkohlt.
An der Fassade ist eine Figur hl. Leopold vom Bildhauer Maximilian Stockenhuber aus 1989. 
Eine Figur hl. Leopold aus der 2. Hälfte des 18. Jahrhunderts wurde durch den Brand beschädigt.

## Nachweise
- Dehio Linz 2009, Linz nördlich der Donau. Pfarrkirche hl. Leopold, S. 482 f.

Koordinaten: 48° 18′ 47,6″ N, 14° 16′ 28,3″ O